# Unione Sportiva Sangiovannese 1976-1977
Questa voce raccoglie le informazioni riguardanti l'Unione Sportiva Sangiovannese nelle competizioni ufficiali della stagione 1976-1977.

## Rosa
| N. |                      | Ruolo | Calciatore            |
| -- | -------------------- | ----- | --------------------- |
|    | Italia (bandiera)    | C     | Gabriele Alessandrini |
|    | Italia (bandiera)    | C     | Pietro Bencini        |
|    | Italia (bandiera)    | A     | Angelo Calisti        |
|    | Italia (bandiera)    | D     | Alessandro Campani    |
|    | Argentina (bandiera) | P     | Walter Ciappi         |
|    | Italia (bandiera)    | A     | Fiorenzo Cimenti      |
|    | Italia (bandiera)    | D     | Luciano De Luca       |
|    | Italia (bandiera)    | C     | Luciano Facchini      |
|    | Italia (bandiera)    | D     | Luigi Fiore           |
|    | Italia (bandiera)    | P     | Antonio Izzo          |

| N. |                   | Ruolo | Calciatore           |
| -- | ----------------- | ----- | -------------------- |
|    | Italia (bandiera) | D     | Spartaco Landini (I) |
|    | Italia (bandiera) | C     | Adriano Malisan      |
|    | Italia (bandiera) | D     | Enzo Menchini        |
|    | Italia (bandiera) | D     | Nello Menciassi      |
|    | Italia (bandiera) | D     | Sergio Paolinelli    |
|    | Italia (bandiera) | C     | Luciano Ravenni      |
|    | Italia (bandiera) | A     | Alessandro Tellini   |
|    | Italia (bandiera) | C     | Giovanni Tognaccini  |
|    | Italia (bandiera) | A     | Adriano Trevisan     |
|    | Italia (bandiera) | A     | Marco Vastini        |